# マトリの女 厚生労働省 麻薬取締官
『マトリの女 厚生労働省 麻薬取締官』（マトリのおんな こうせいろうどうしょう まやくとりしまりかん）は、テレビ東京系列・BSジャパン共同制作の2時間ドラマ「水曜ミステリー9」（毎週水曜日21:00 - 22:48）で2014年2月19日に放送された。主演は眞野あずさで、実姉・真野響子との初共演作である。

## 登場人物
神木 亜希子（かみき あきこ）
演 - 眞野あずさ
厚生労働省に所属する麻薬取締官。幼少の頃、覚醒剤中毒の通り魔が起こした殺人事件で両親を亡くし、麻薬を撲滅するべく、日々使命感を持ってマトリの仕事に取り組んでいる。事件を捜査する過程で、姉の奈津子と時に衝突することも。シングルマザー。
三杉 奈津子（みすぎ なつこ）
演 - 真野響子
亜希子の姉で、警視庁捜査一課の刑事。亜希子には「ナツ」と呼ばれている（奈津子は亜希子のことを「アキ」と呼んでいる）。マトリという危険な任務に日々取り組む亜希子を心配している。
神木 春音（かみき はるね）
演 - 唯月ふうか
亜希子の娘。伯母である奈津子とも仲がいい。

### 厚生労働省 麻薬取締官
香山 浩太郎（かやま こうたろう）
演 - 宅麻伸
亜希子の上司。警視庁にも顔の効く人物である。
宮坂 のぞみ（みやさか のぞみ）
演 - 三津谷葉子
麻薬取締官。冒頭ではおとり捜査を遂行している。
山口 健太（やまぐち けんた）
演 - 菊田大輔
麻薬取締官。髪の毛を金髪に染めている。

### 警視庁捜査一課
下川刑事（しもかわ）
演 - 永岡佑
奈津子の部下。

### その他
江藤 礼二（えとう れいじ）
演 - 吉満涼太
小料理屋の主人で、情報屋。麻薬のルートに精通している。かつて自身も麻薬におぼれた経験があり、亜希子に救われた。
小林 吉乃（こばやし よしの）
演 - 山下容莉枝
都内で生花店を営む女性。連絡の取れない夫の身を案じていたが･･･。
小林 慎治（こばやし しんじ）
演 - 朝倉伸二
吉乃の夫。2ヶ月前に消息不明となり、廃墟ビルで他殺体となって発見される。発見されたとき、死後1カ月経過していたことが判明。
小林 理央（こばやし りお）
演 - 入来茉里
小林夫婦の娘で、大学生。
水田（みずた）
演 - 福田卓弥
冒頭のおとり捜査により逮捕された麻薬の売人。彼の供述から、「ER」というネタ元がいることが判明する。
遠田 隆（とおだ たかし）
演 - 宮本大誠
エステサロンのコーディネーター。
榎本 竜介（えのもと りゅうすけ）
演 - 岡本光太郎
エステサロンの店長。
榎本 麗子（えのもと れいこ）
演 - 伊藤かずえ
竜介の妻で、エステサロンのオーナー。

## スタッフ
- 監督 - 長尾啓司
- 脚本 - 酒井直行
- プロデュース - 瀧川治水、川島永次、中田好美
- 製作 - テレビ東京、BSジャパン、ホリプロ